# Goriatxi Kliutx
Goriatxi Kliutx - Горячий Ключ (rus) - és una ciutat del krai de Krasnodar, a Rússia. Es troba al vessant septentrional del Gran Caucas, a la vora del riu Psékups, afluent per l'esquerra del Kuban. És a 45 km al sud de Krasnodar, la capital del territori. La ciutat més propera és Adigueisk, a la República d'Adiguèsia, uns 30 km al nord-est.

## Demografia
| 1959  | 1970   | 1979   | 1989   | 2002   | 2008   | 2010   | 2014   |
| ----- | ------ | ------ | ------ | ------ | ------ | ------ | ------ |
| 9 900 | 19 800 | 22 700 | 25 610 | 27 693 | 28 774 | 30 126 | 33 459 |

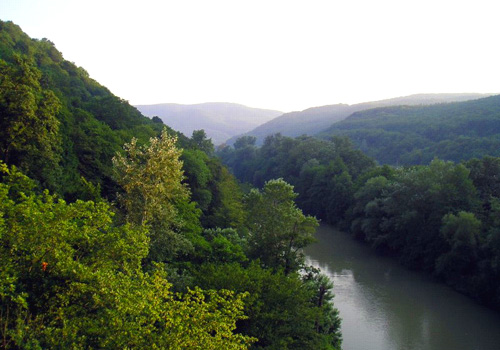
Congost del riu Psékups als voltants de Goriatxi Kliutx.

La majoria de la població és d'ètnia russa (85,1%), amb una important minoria armènia (7,5%).

## Història

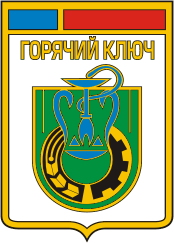
Escut d'armes de 1976.

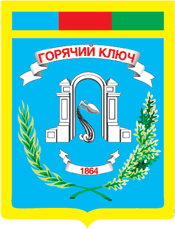
Escut d'armes de la dècada de 1990.

Fins a la segona meitat del segle xix a l'emplaçament de la ciutat hi havia el poblat adiguéde Psifab (Псыфаб), que en adigué vol dir «aigua calenta». Durant la dècada del 1860, tanmateix, la regió fou escenari de les operacions militars de la Guerra del Caucas, que provocà l'expulsió a l'Imperi Otomà de la població nativa.
La ciutat fou fundada com a balneari (un dels primers del Caucas) el 1864. Aquell any s'hi construí l'hospital militar, els banys i un parc. Entre el 1924 i el 1963 fou cap del raió de Gioriatxi Kliutx. El 1930 va rebre l'estatus d'assentament de tipus urbà. El 1942 va ser ocupada per les tropes de l'Alemanya Nazi, i el 23 de gener del 1943 fou alliberada per l'Exèrcit Roig. El 1965 rebé l'estatus de ciutat. El 1975 se subordinà directament a l'administració del krai de Krasnodar.

## Economia i transport
La ciutat viu bàsicament dels centres de salut, té poca indústria. Hi ha diversos sanatoris que accepten interns i consultes externes. S'utilitzen sis tipus d'aigües extretes de les disset deus dels envoltants. A Goriatxi Kliutx també hi ha companyies de fabricació de mobles, fustes i d'extracció de petroli.
Per la ciutat passa la carretera federal M4 Don Moscou-Novorossiïsk. Té una estació de tren amb trens que van a Krasnodar i a Tuapsé.

## Galeria d'imatges

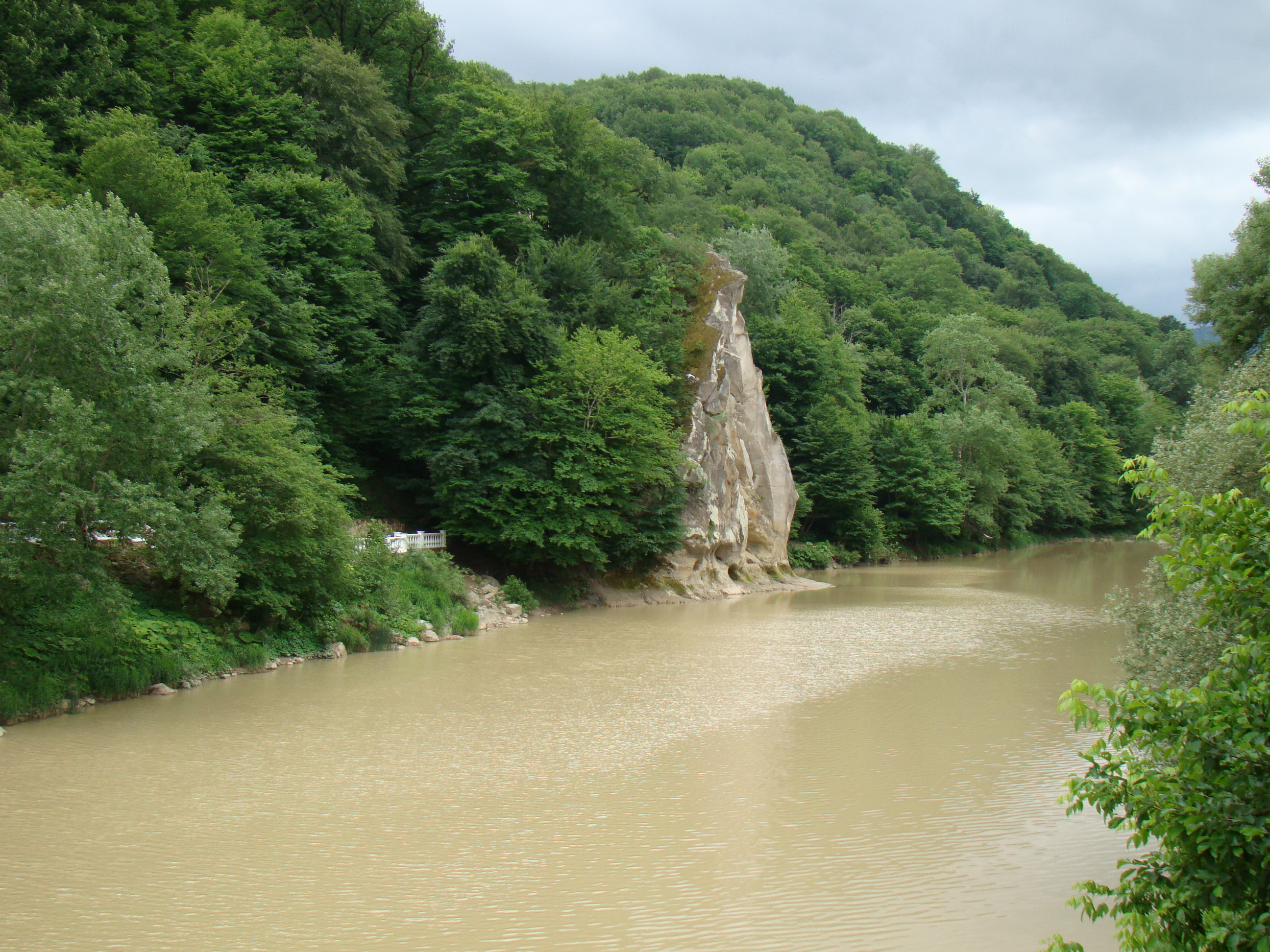
Roca de Petuixok en el curs del Psékups.
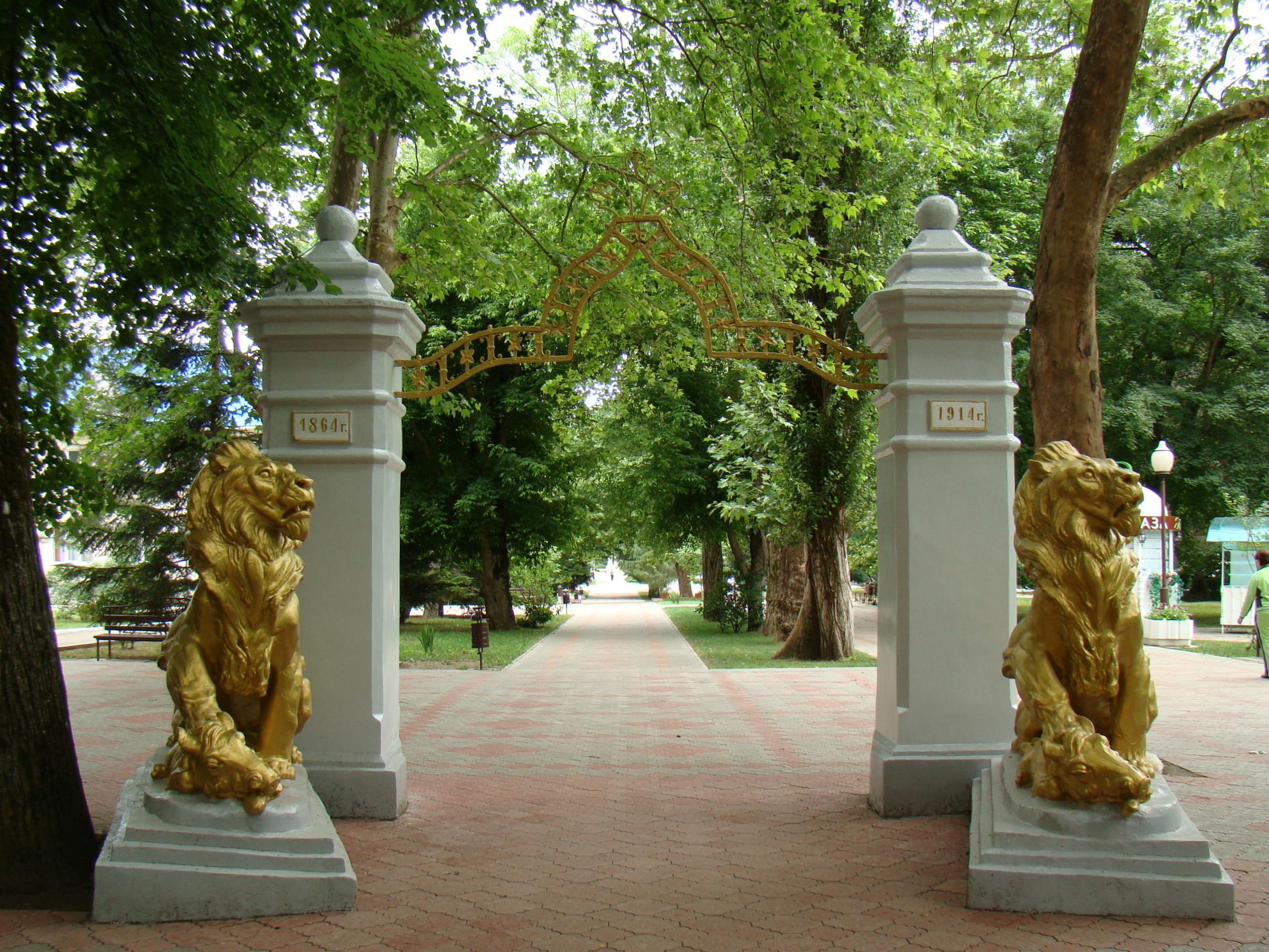
Monument als 50 anys de l'explotació de les aigües mineralitzades de Goriatxi Kliutx.
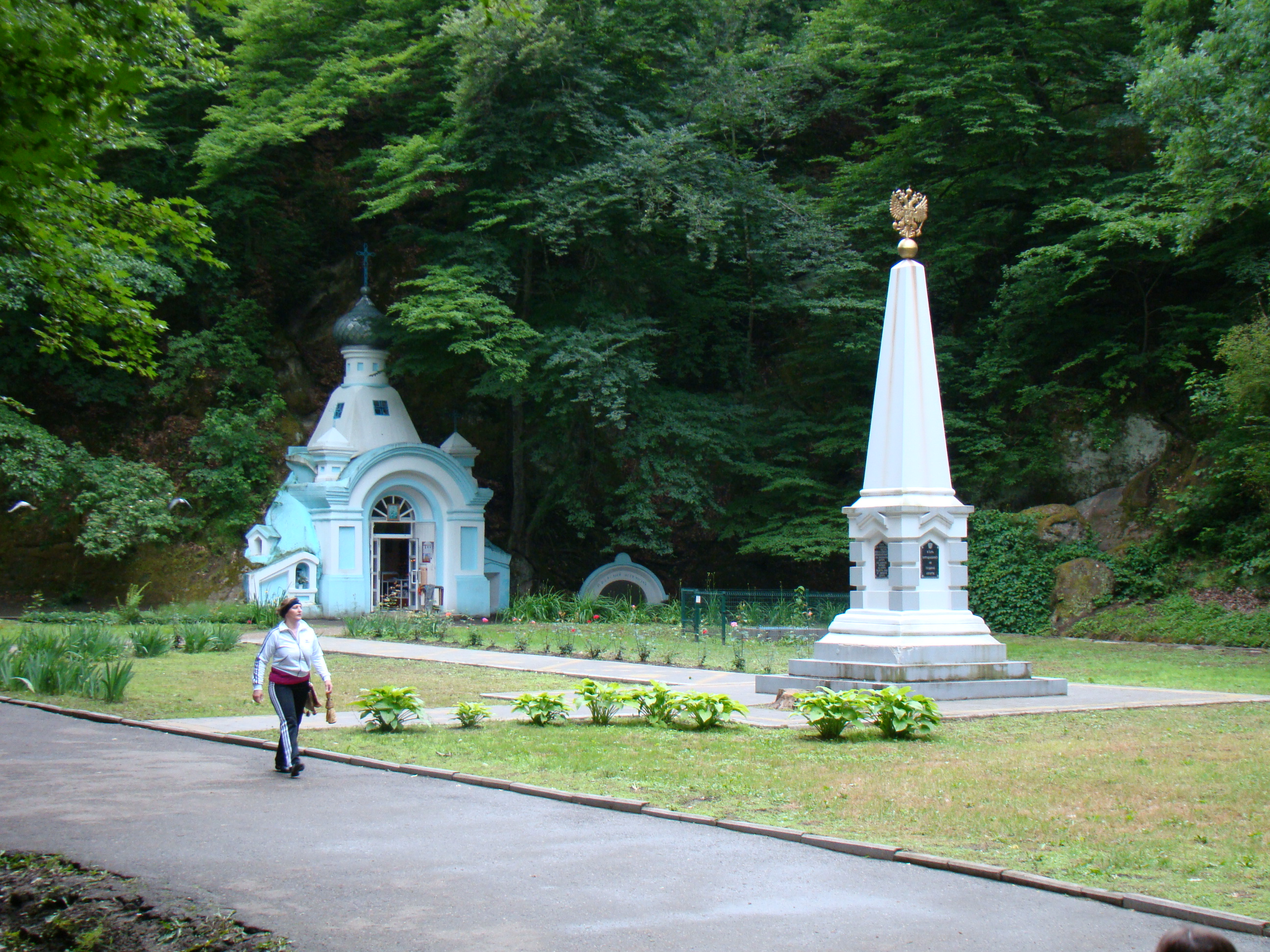
Ermita Iverski
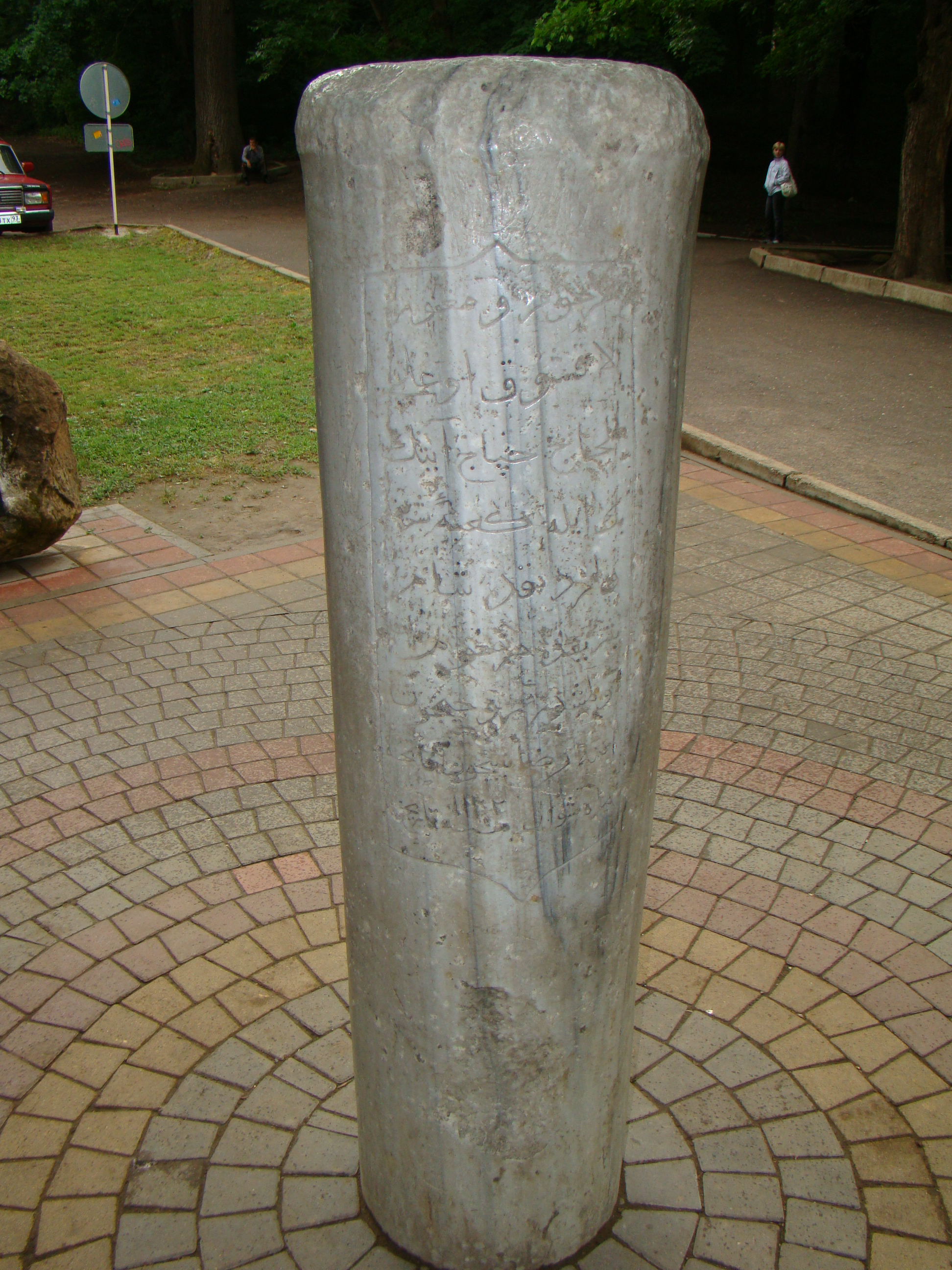
Cenotafi a l'aristòcrata bjedug Japatx Lakxuk, que realitzà el Hajj, inscripció del 1717.